# Southern rock
Il Southern rock (letteralmente rock del Sud) è un sottogenere della musica rock, nato e sviluppato verso la fine degli anni sessanta negli stati meridionali degli Stati Uniti.

## Storia
Il Southern rock, a volte chiamato "the Sound of the South" (il suono del Sud), fu tra i maggiori fenomeni musicali commerciali degli anni settanta. Esso miscelava le musiche di quei territori, tra cui blues, rhythm and blues, country, e gospel, in particolare attingeva influenze dal pesante blues rock dei tardi anni sessanta, dall'honky tonk e dal country di Bakersfield, creando una fusione particolare e distintiva. Essenzialmente il Southern rock rappresentò la reazione agli ibridi del rock progressivo che emersero nelle città del nord degli Stati Uniti durante i tardi anni sessanta (San Francisco Sound e Latin rock).
Nei primi anni settanta le band southern rock formavano gran parte della scena hard rock statunitense. Le tematiche affrontate erano a volte concentrate sulla composizione multiculturale delle stesse band, riflettevano i valori del "Nuovo Sud"; l'orgoglio delle radici, il richiamo ai tratti dixie (del Sud) e l'armonia razziale. Per riuscire a conquistare una buona fetta di pubblico, diversi gruppi southern rock dovettero costantemente suonare in tour, piuttosto che costruirsi la popolarità con qualche hit di successo. I gruppi senza una grande schiera di sostenitori, e quindi con continui bisogni economici, dovettero trovare nuovi spunti musicali.

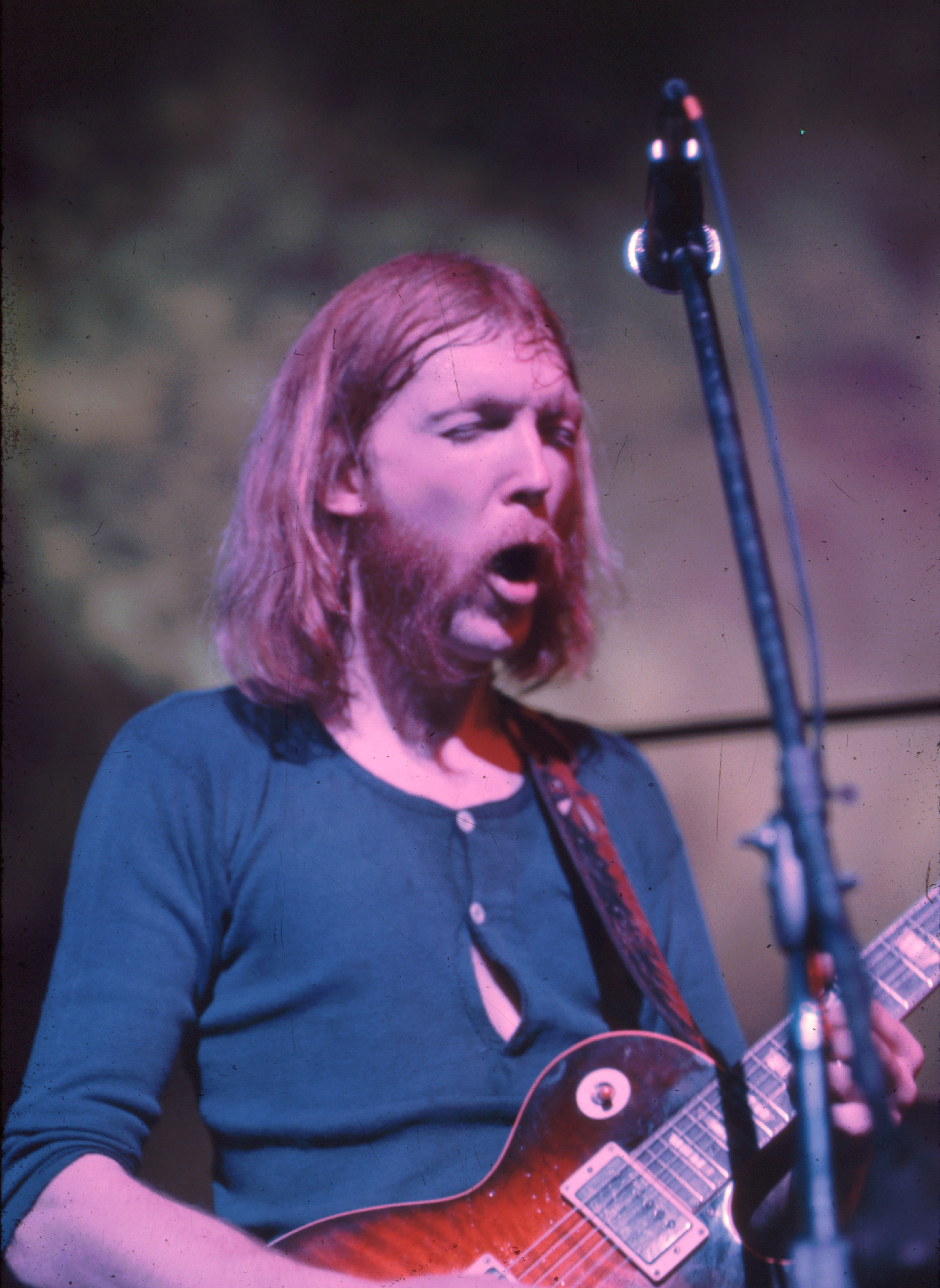
Duane Allman, leader degli Allman Brothers band

Nel frattempo, continuarono a emergere nuovi esponenti, molti dei quali importarono delle innovazioni rispetto ai vecchi schemi, come le formazioni provviste di due, se non tre e persino quattro o cinque chitarristi solisti, improvvisazioni bluegrass-rock, e altre influenze provenienti dalle sonorità locali. Il primo gruppo southern rock fu la the Allman Brothers Band, che si concentrò sulle tendenze all'improvvisazione e la potenza sonora dei Cream e the Grateful Dead, rimanendo tuttavia ancorati alle radici blues e country del rock & roll.
Gli Allman Brothers ricevettero molti elogi dalla critica e vendettero milioni di dischi, tuttavia Duane Allman, chitarrista solista del gruppo, morì in un incidente motociclistico nel 1971.

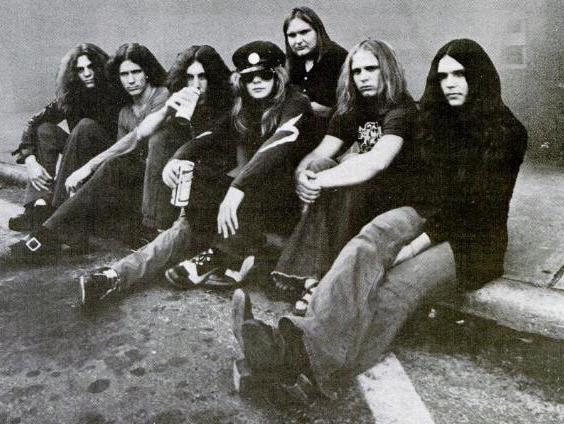
La band Lynyrd Skynyrd nel 1973

Questi furono seguiti poco dopo dai Lynyrd Skynyrd, che suonavano uno stile più pesante e potente dei the Allman Brothers.
Nel processo, i Lynyrd Skynyrd posero le basi per tutte le southern rock band che seguirono. Gli Skynyrd erano formati da ben tre chitarristi solisti, e ciò portò naturalmente il gruppo a culminare in lunghe jam session. Il gruppo era anche dotato di un acuto compositore, il cantante Ronnie Van Zant, che si rivelò abile nel coniugare la musica tradizionale con il rock & roll contemporaneo, ma era anche dotato nel comporre testi percettivi. Van Zant fu il leader del gruppo fino alla sua morte nel 1977 in un incidente aereo insieme ad altri due componenti della band. Gli Skynyrd, pur non più nella formazione originale, ripresero la loro attività nel 1987.
I gruppi che si ispirarono agli Skynyrd spesso mancavano di un compositore del calibro di Van Zant, ma erano comunque abili nel riprodurre i tratti caratteristici del gruppo, fatti di un pesante boogie rock e lunghe jam session.
Diversi gruppi accentuarono ulteriormente le radici country o blues, mentre altri, come the Dixie Dregs, enfatizzarono la tecnica d'improvvisazione dando luogo a una sorta di fusion sudista. Lo stile dominante del southern rock era composto dalla fusione di diversi generi classici e il gusto per il boogie e le jam.
Il marchio discografico più famoso del southern rock è quello della Capricorn Records, fondata nel 1969.
Band come Molly Hatchet, Outlaws, Blackfoot, Black Oak Arkansas, the Marshall Tucker Band e 38 Special ottennero successo con alcune hit di stampo AOR.
Il genere declinò dalla metà degli anni ottanta, ma lo spirito southern continuò a rivivere con alcuni gruppi degli anni novanta tra cui the Black Crowes, Widespread Panic, Government Mule, Pride & Glory,Storyville e Bruce Hampton.
Dagli anni 2000 negli Stati Uniti sono sorte nuove band come Blackberry Smoke, Sister Hazel, North Mississippi All Stars e la Tedeschi Trucks Band nata dalla fusione di due gruppi, la Derek Trucks Band e la Susan Tedeschi Band, a seguito del matrimonio dei due leader Derek Trucks e Susan Tedeschi.
Grandi esponenti di questo genere sono anche gli The Ozark Mountain Daredevils.

## Diramazioni
Il southern metal (letteralmente metal del sud) è un genere che fonde gli elementi del southern rock, heavy metal, hardcore punk e in alcuni casi, stoner metal o sludge metal, sviluppatosi nei primi anni '90 prendendo forte ispirazione dal blues  mantenendo un suono grezzo e crudo. I maggiori esponenti del genere sono il supergruppo Down. Altre band famose hanno sperimentato con il genere, tra cui i Pantera, sull'album The Great Southern Trendkill con il brano "Floods".